# 黎明島
黎明島（越南語：Lê Minh Đảo，1933年3月5日—2020年3月19日），教名路易（Louis），越南共和國陸軍少將。曾在第3軍區下的第18步兵師擔任師長。1975年4月，他率領第18師在春祿戰役中與北越共軍進行了殊死搏鬥，此役越共投入了超過其數倍之軍力並進行了數十次猛烈砲擊。在經過2週苦戰後，終因寡不敵眾而在4月20日撤出春祿，西貢門戶由此洞開。1975年4月30日西貢淪陷後，他化裝平民逃往芹苴，準備繼續抵抗越南人民軍，但駐守芹苴的越南共和國將領因寡不敵眾而吞槍自殺，最後於5月9日向越南南方共和國投降，他被送到北越接受17年政治改造（直到1992年為止）。1994年移居美國，2020年於康涅狄格州逝世。

## 生平
黎明島1933年3月5日出生於嘉定省和平社的一個天主教家庭，父親是法國殖民政府的官員。黎明島從小就學習很好，他在西貢的帕圖斯·記中學學習法國課程。1952年，他以全份秀才文憑（第二部分）畢業。

## 1975年後
2020年3月19日下午1時45分，黎明島在美國康涅狄格州哈特福德醫院（Hartford Hospital）逝世。

## 家庭
- 父親：黎恆琴（Lê Hằng Cầm，法國殖民時期公務員）
- 母親：吳氏韜（Ngô Thị Thao）
- 姐姐：黎氏琪（Lê Thị Kỳ），黎氏程（Lê Thị Trình）
- 弟弟：黎恆明（Lê Hằng Minh，越南共和國海軍陸戰中校）[4][5]，黎恆儀（Lê Hằng Nghi，越南共和國海軍陸戰大尉），黎光石（Lê Quang Thạch），黎光影（Lê Quang Ảnh）
- 妹妹：黎氏夢弦（Lê Thị Mộng Huyền），黎氏映（Lê Thị Ánh），黎氏映雪（Lê Thị Ánh Tuyết）
- 妻子：陳氏碧蓮（Trần Thị Bích Liên）
- 子女： 黎明澹（Lê Minh Đạm），黎氏碧蝶（Lê Thị Bích Điệp），黎氏碧蘭（Lê Thị Bích Lan），黎氏碧水（Lê Thị Bích Thủy），黎氏碧虹（Lê Thị Bích Hồng），黎氏碧鳳（Lê Thị Bích Phượng），黎恆眉（Lê Hằng My），黎恆明勇（Lê Hằng Minh Dũng）和黎氏碧梔（Lê Thị Bích Chi）

## 傳記
2022年，由黎明島的女兒整理黎明島生前的口述錄音以及她個人所寫的黎明島傳記《希望的孩子們：黎明島的故事》（Children of Hope: The Story of Le Minh Dao）出版。

## 外部鏈接
Vietnam: A Television History; America's Mandarin (1954 - 1963); Interview with Le Minh Dao, 1981 （页面存档备份，存于）